# أوهايو (نيويورك)
أوهايو (بالإنجليزية: Ohio, New York)‏ هي معلم جغرافي تقع في الولايات المتحدة في مقاطعة هيركايمر، نيويورك. يقدر عدد سكانها بـ 1,002 نسمة ومساحتها 800.2 كم2 وترتفع عن سطح البحر 646 متر.